# Conrad Vernon
Conrad Vernon (Lubbock, 11 de julho de 1968) é um ator, dublador, diretor, produtor, roteirista e animador norte-americano, mais conhecido pelo seu trabalho na série de filmes de animação Shrek da DreamWorks, bem como outras produções incluindo Monsters vs. Aliens e Madagascar 3: Europe's Most Wanted. Ele também codirigiu filmes de animação de outros estúdios, como Sausage Party, da Sony Pictures, e A Família Addams, da MGM.

## Biografia e carreira
Conrad nasceu em 11 de julho de 1968, natural de Lubbock, Texas, estudou na CalArts e trabalhou como artista de storyboard para animações (incluindo Cool World de Ralph Bakshi); ele também dirigiu Morto the Magician (uma animação de curta-metragem escrito por Steve Martin).
Vernon iniciou sua carreira em 1991. Em 1996, ele se juntou à DreamWorks, onde trabalhou como artista de storyboard em Antz. Depois que Antz fez sucesso como o primeiro longa-metragem de animação produzido pela DreamWorks Animation, Vernon assinou contrato como roteirista de Shrek, onde foi responsável pelo desenolvimento do personagem Biscoito e, eventualmente, deu a voz a ele. Ele também apareceu em Shrek 4-D e Sinbad: A Lenda dos Sete Mares.
Em junho de 2004, ele fez sua estreia como diretor de longa-metragem com o indicado ao Oscar Shrek 2, ao lado de Andrew Adamson e Kelly Asbury. Ele dublou o chimpanzé Mason nos filmes da DreamWorks Animation Madagascar, Madagascar: Escape 2 Africa, Madagascar 3: Europe's Most Wanted (pelo qual ele também é creditado como diretor) e seu spin off Penguins of Madagascar (onde ele dublou Rico, um dos pinguins) e reprisou a voz de Mason na série de televisão.
Em 2009, Vernon e Rob Letterman codirigiram o filme de animação 3D Monsters vs. Aliens, que ele coescreveu e forneceu várias vozes.
Vernon e Greg Tiernan codirigiram a comédia de animação adulta Sausage Party (2016), a partir de uma história de Seth Rogen, Evan Goldberg e Jonah Hill, além de fornecerem algumas das vozes. Vernon coproduziu e codirigiu, novamente com Tiernan, uma versão animada de The Family Addams, que foi lançada em outubro de 2019. Ele também desempenhou papel de dublagem nos dois filmes. Ele estava programado para retornar como diretor ao lado de Tiernan para The Addams Family 2, lançado em outubro de 2021. Em outubro de 2020, foi anunciado que ele não estaria mais envolvido como diretor, embora tenha acabado recebendo co-faturamento com Tiernan.

## Filmografia

### Filme
| Ano  | Título                             | Diretor | Produtor | Notas                                        |
| ---- | ---------------------------------- | ------- | -------- | -------------------------------------------- |
| 2001 | Morto the Magician                 | Sim     | Não      | Curta                                        |
| 2004 | Shrek 2                            | Sim     | Não      | Co-diretor com Andrew Adamson e Kelly Asbury |
| 2009 | Monsters vs. Aliens                | Sim     | Não      | Co-diretor com Rob Letterman                 |
| 2012 | Madagascar 3: Europe's Most Wanted | Sim     | Não      | Co-diretor Eric Darnell e Tom McGrath        |
| 2016 | Sausage Party                      | Sim     | Sim      | Co-diretor com Greg Tiernan                  |
| 2019 | The Addams Family                  | Sim     | Sim      | Co-diretor com Greg Tiernan                  |
| 2021 | The Addams Family 2                | Sim     | Sim      | Co-diretor com Greg Tiernan                  |
| 2026 | Shrek 5                            | Sim     | Não      | Co-diretor com Walt Dohrn                    |
| TBA  | The Jetsons                        | Sim     | Não      | [ 15 ]                                       |

#### Ator
| Ano  | Título                                 | Papel                                                                              | Notas       |
| ---- | -------------------------------------- | ---------------------------------------------------------------------------------- | ----------- |
| 1999 | Herd                                   | Pesion                                                                             | Live-action |
| 2001 | Shrek                                  | Gingerbread Man                                                                    |             |
| 2001 | Shrek in the Swamp Karaoke Dance Party | Gingerbread Man                                                                    | Curta       |
| 2003 | Shrek 4-D                              | Gingerbread Man                                                                    |             |
| 2003 | Sinbad: Legend of the Seven Seas       | Jed                                                                                |             |
| 2004 | Shrek 2                                | Biscoito, Cedric, Locutor, Mongo, Padeiro                                          |             |
| 2004 | Far Far Away Idol                      | Biscoito                                                                           | Curta       |
| 2005 | Madagascar                             | Mason                                                                              |             |
| 2005 | The Barnyard (pitch)                   |                                                                                    |             |
| 2006 | Flushed Away                           | Take Out                                                                           |             |
| 2007 | Shrek the Third                        | Biscoito, Rumpelstiltskin, Cavaleiro sem cabeça                                    |             |
| 2007 | Bee Movie                              | Freddy                                                                             |             |
| 2008 | Madagascar: Escape 2 Africa            | Mason                                                                              |             |
| 2009 | Monsters vs. Aliens                    | Assessor Hawk, Assessor Dither, Ministro, Agente do Serviço Secreto #2, Mama Dietl |             |
| 2010 | Shrek Forever After                    | Biscoito, Padeiro                                                                  |             |
| 2011 | Kung Fu Panda 2                        | Boar                                                                               |             |
| 2011 | Puss in Boots                          | Raoul                                                                              |             |
| 2012 | Madagascar 3: Europe's Most Wanted     | Mason                                                                              |             |
| 2014 | Penguins of Madagascar                 | Rico                                                                               |             |
| 2016 | Sausage Party                          | Papel higiênico, Sauerkraut, Uva, Catcall sausage, Latinha, Pop bottle             |             |
| 2017 | The Boss Baby                          | Eugene Francis                                                                     |             |
| 2017 | The Emoji Movie                        | Trojan Horse                                                                       |             |
| 2019 | Trouble                                | Otis                                                                               |             |
| 2019 | The Addams Family                      | Lurch, Priest, Spirit of the House, Dr. Flambe, Ggerri                             |             |
| 2021 | The Addams Family 2                    | Lurch, Spirit of the House                                                         |             |
| 2022 | Puss in Boots: The Last Wish           | Biscoito                                                                           |             |

| Ano           | Título                                          | Notas                        |
| ------------- | ----------------------------------------------- | ---------------------------- |
| 1993          | Rocko's Modern Life                             | Animador                     |
| 1993–1994     | 2 Stupid Dogs                                   | Animador                     |
| 1993–1996     | The Itsy Bitsy Spider                           | Diretor                      |
| 1996          | Dexter's Laboratory                             | Animador                     |
| 1997          | Nightmare Ned                                   | Animador                     |
| 2012          | The High Fructose Adventures of Annoying Orange | Produtor executivo, animador |
| 2024–presente | Rock Paper Scissors                             | Produtor                     |
| 2024–presente | Sausage Party: Foodtopia                        | Diretor                      |
| 2025–presente | Wylde Pak                                       | Produtor                     |

#### Papéis de atuação
| Ano       | Título                                                | Papel                      |
| --------- | ----------------------------------------------------- | -------------------------- |
| 2007      | Shrek the Halls                                       | Homem-biscoito de gengibre |
| 2009–2012 | The Penguins of Madagascar                            | Rico                       |
| 2009      | Monsters vs. Aliens: Mutant Pumpkins from Outer Space | Homem no celular, mulher   |
| 2010      | Shrekless Shrekless                                   | Biscoito, Padeiro          |
| 2010      | Kung Fu Panda Holiday                                 | Javali                     |
| 2012      | The High Fructose Adventures of Annoying Orange       | Vários                     |
| 2012      | Gravity Falls                                         | Tate McGucket              |